# Helen Planitia (quadrangle)

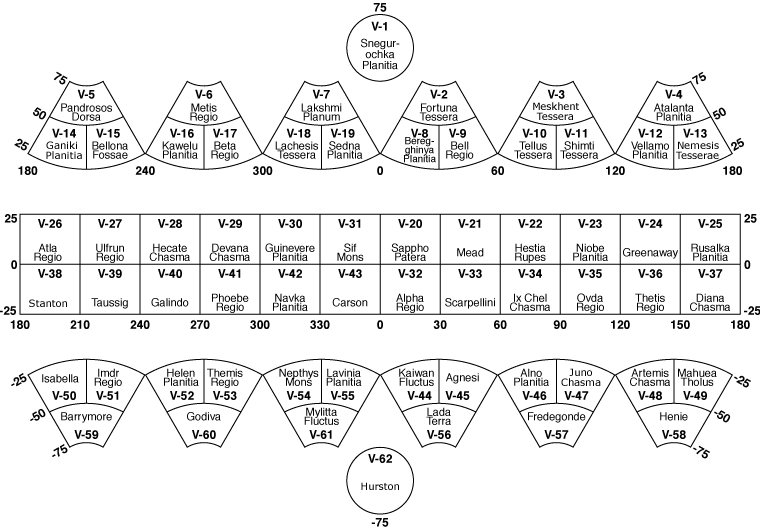
Quadrangles op Venus op schaal 1 : 5.000.000

Helen Planitia (V–52; breedtegraad 25°–50° S, lengtegraad 240°–270° E) is een quadrangle op de planeet Venus. Het is een van de 62 quadrangles op schaal 1 : 5.000.000. Het quadrangle werd genoemd naar het gelijknamige laagland dat op zijn beurt is genoemd naar Helena, een figuur uit de Griekse mythologie.

## Geologische structuren in Helen Planitia
Chasmata
- Parga Chasmata

Coronae
- Achall Corona
- Chanum Coronae
- Enekeler Corona
- Hervor Corona
- Hlineu Corona
- Kulimina Corona
- Nungui Corona
- Oanuava Coronae
- Sitapi Coronae
- Tangba Corona
- Xmukane Corona

Dorsa
- Kastiatsi Dorsa
- Tsovinar Dorsa

Fossae
- Ajina Fossae

Fluctus
Inslagkraters
- Adaiah
- Kanik
- Moore
- Rose
- Shasenem
- Steinbach
- Ustinya
- Viola
- Wollstonecraft
- Xenia
- Zerine

Montes
- Chuginadak Mons
- Mertseger Mons
- Ne Ngam Mons

Paterae
- Darclée Patera
- Destinnová Patera
- Nordenflycht Patera
- Witte Patera
- Žemaite Patera

Planitiae
- Helen Planitia

Tesserae
- Giltine Tesserae
- Norna Tesserae
- Sopdet Tesserae
- Ustrecha Tesserae

Tholi
- Azimua Tholi
- Monoshi Tholus
- Otohime Tholus

Valles
- Sinann Vallis